# Throb (bài hát)
"Throb" là một bài hát của ca sĩ người Mỹ Janet Jackson nằm trong album phòng thu thứ năm của cô, janet. (1993). Nó được sáng tác và sản xuất bởi Jackson cùng bộ đôi James Harris III & Terry Lewis, và phát hành như là đĩa đơn thứ sáu trích từ album vào ngày 18 tháng 6 năm 1994 bởi Virgin Records dưới dạng đĩa đơn thương mại ở Hà Lan, và trên các đài phát thanh ở Hoa Kỳ.

## Danh sách bài hát
Đĩa CD tại Hà Lan
1. "Any Time, Any Place" (R. Kelly Mix) – 5:11
2. "Throb" – 4:34

Đĩa CD maxi tại Hà Lan
1. "Throb" – 4:34
2. "Throb" (David Morales Legendary Dub Mix) – 7:27
3. "And on and On" – 4:49
4. "Any Time, Any Place" (R. Kelly Mix) – 5:11

Đĩa 12" quảng cáo tại Vương quốc Anh
A1. "Throb" (David Morales Legendary Club Mix) – 9:05
B1. "Throb" (David Morales Legendary Dub Mix) – 7:27
B2. "Throb" – 4:34

## Xếp hạng
| Bảng xếp hạng (1993)             | Vị trí cao nhất |
| -------------------------------- | --------------- |
| US Billboard Hot 100 Airplay     | 66              |
| US Billboard Hot Dance Club Play | 2               |

| Bảng xếp hạng (1994)                 | Vị trí cao nhất |
| ------------------------------------ | --------------- |
| US Billboard Hot 100 Airplay         | 38              |
| US Billboard Hot R&B/Hip-Hop Airplay | 12              |